# Hendra Mole
Hendra Mole (sinh ngày 11 tháng 4 năm 1994) là một cầu thủ bóng đá người Indonesia hiện tại thi đấu cho Perseru Serui ở Liga 1 ở vị trí Thủ môn.